# Steffen Lauritzen
Steffen Lauritzen, né le 22 avril 1947, est l'ancien chef du département de statistique de l'université d'Oxford et membre du Jesus College d'Oxford, et actuellement professeur émérite de statistique à l'université de Copenhague. Il est l'un des principaux partisans des statistiques mathématiques et des modèles graphiques.

## Biographie
Il étudie les statistiques à l'université de Copenhague, au Danemark, obtenant le diplôme de Candidatus statisticae (niveau M.Sc.) en 1972 et de Licentiatus statisticae (niveau PhD) en 1975. Il y est nommé maître de conférences en statistique et y reste jusqu'en 1981. Il continue comme professeur de mathématiques et de statistiques à l'université d'Aalborg, au Danemark, de 1981 à 2004. De 2004 à 2014, il est professeur de statistique à l'université d'Oxford de 2014 à 2021, il est professeur de statistique à l'université de Copenhague, et depuis 2021, il y est professeur émérite de statistique.
Il est élu membre de l'Institut international de statistique en 1984 et membre de la Royal Society en 2011.
Lauritzen reçoit en 1996 la médaille d'argent Guy de la Royal Statistical Society. Il est, entre autres, rédacteur en chef du Scandinavian Journal of Statistics de 1998 à 2000.
Son livre Probabilistic Networks and Expert Systems (1999, Springer-Verlag ), écrit conjointement avec Robert G. Cowell, Philip Dawid et David Spiegelhalter (en), reçoit le prix DeGroot 2001 de la Société internationale d'analyse bayésienne.